# توماس راسموسن
توماس راسموسن (بالدنماركية: Thomas Rasmussen)‏ (16 أبريل 1977 فريدريكسبرغ الدنمارك - ) هو لاعب كرة قدم دانمركي يلعب كمدافع.

## وصلات خارجية
توماس راسموسن على موقع الاتحاد الدولي (مؤرشف)  (الإنجليزية)
- توماس راسموسن على موقع قاعدة بيانات كرة القدم.إي يو (الإنجليزية)
- توماس راسموسن على موقع بيانات كرة القدم. دي إي (الألمانية)
- توماس راسموسن على موقع ناشيونال فوتبول تيمز (الإنجليزية)
- توماس راسموسن على موقع عالم كرة القدم.نت (الإنجليزية)